# Ivan Dias
Ivan Dias (Bombai, 14 d'abril de 1936 - Roma, 19 de juny de 2017) va ser un cardenal indi de l'Església Catòlica. Va ser el Prefecte de la Congregació per a l'Evangelització dels Pobles entre 2006 i 2011, havent servit abans com a arquebisbe de Bombai (1996-2006) i nunci als Balcans, a l'Àsia oriental i a l'Àfrica occidental. Va ser elevat al Col·legi Cardenalici el 2001.

## Biografia
Ivan Dias va néixer a Bandra, un suburbi de Bombai, fill de Carlo Nazaro Dias i de Maria Martins Dias, ambdós goans. El seu pare era sotssecretari del departament d'interior del govern de Maharashtra. Segon més gran de quatre fills, té tres germans Francis, un tinent general retirat de l'exèrcit indi; Ralph i Olaf, metge. Després de graduar-se de la St. Stanislaus High School, dirigida pels jesuïtes, ingressà al seminari de l'arquebisbat de Bombai, sent ordenat prevere per Valerian Gracias el 8 de desembre de 1958. Realitzà tasca pastoral a Bombai a la parròquia de Sant Esteve fins al 1961, quan va ser enviat a Roma per ampliar els seus estudis. Allà estudià a l'Acadèmia Pontifícia Eclesiàstica i a la Universitat Pontifícia Lateranense, on va obtenir un doctorat en dret canònic el 1964.

### Secretaria d'estat
Dias treballà a la Secretaria d'Estat de la Santa Seu preparant la visita que Pau VI va fer a l'Índia, durant la qual va ser elevat al rang de Camarlenc Privat de Sa Santedat el 4 de desembre. Entre 1965 i 1973 serví com a secretari de les nunciatures a Dinamarca, Suècia, Noruega, Islàndia, Finlàndia, Indonèsia, Madagascar, Réunion, les illes Comoro i Maurici. De retorn a la Secretaria d'Estat a la Ciutat del Vaticà, encapçalà la secció per la Unió Soviètica, Polònia, Bulgària, Xina, Vietnam, Laos, Cambodja, Sud-àfrica, Namíbia, Lesoto, Swaziland, Zimbabwe, Etiòpia, Ruanda, Burundi, Uganda, Zàmbia, Kenya i Tanzània fins al 1982.

### Nunci i bisbe
El 8 de maig de 1982, Dias va ser nomenat arquebisbe titular de Rusubisir i Pro-nunci apostòlic a Ghana, Togo i Benín pel Papa Joan Pau II. Rebé la seva consagració episcopal el 19 de juny de mans del cardenal Agostino Casaroli, amb els arquebisbes Achille Silvestrini i Duraisamy Simon Lourdusamy servint com a co-consagradors a la Basílica de Sant Pere. Com a lema episcopal escollí "Servus" (en llatí: Servidor). Posteriorment, el 20 de juny de 1987, Dias seria nomenat nunci apostòlic a Corea; i el 28 d'octubre de 1991 a Albània. Allà, va rebre la missió de reconstruir l'Església local després de 5 dècades de mandat comunista per recuperar les esglésies i les escoles catòliques.

### Arquebisbe
Reclamat del servei diplomàtic vaticà, Dias va ser nomenat novè arquebisbe de Bombai el 8 de novembre de 1996. Va ser un gran defensor del controvertit document publicat el 2000 per la Congregació de la Doctrina de la Fe Dominus Iesus, que declarava que els no catòlics «estan en una situació greument deficient en comparació amb aquells que, a l'Església, tenen la plenitud dels mitjans de salvació.» Dias va afirmar que el document «era una reafirmació... [que] Jesús és l'únic salvador del món. Tenem el dret de dir qui som, i els altres poden acceptar-ho o no»

### Cardenal
Joan Pau II el creà cardenal prevere de Spirito Santo alla Ferratella durant el consistori celebrat el 21 de febrer de 2001. Poc després va ser nomenat membre del Consell de Cardenals per l'Estudi dels Problemes Organitzatius i Econòmics de la Santa Seu el 10 de març de 2001, i serví com un dels 3 presidents de la 10a Assemblea Ordinària del Sínode Mundial de Bisbes, celebrat entre setembre i octubre de 2001.
El 2003, lliurà l'homilia durant la Missa de beatificació de la Mare Teresa, amb qui va fer amistat durant la seva estada com a nunci a Albània. Va dir que « Arribar als altres éssers humans, abraçant els pobres com ho va fer la Mare Teresa, s'ha de convertir en un servei comú per a tots els cristians ». Lamentant la dominació del món per la «tecnologia de la informació, per l'ensenyament New Age i pel declivi dels valors ètics» Dias afirmà que països sencers estan sent «dominats per les ideologies sense Déu i enaltint propostes que exalten la cultura contra Déu, incloent la cultura de la mort.»
Durant el conclave de 2005 que trià a Benet XVI, Dias va ser considerat com a papabile. La revista Time senyalà la seva "gran experiència diplomàtica" i va dir que la seva elecció «representaria una tria valenta del món en desenvolupament»
El 20 de maig de 2006 va ser elegit Prefecte de la Congregació per a l'Evangelització dels Pobles, que supervisa les missions catòliques, un càrrec que té el sobrenom de el "Papa Vermell", a causa de l'extensió de la seva autoritat sobre l'Església en terres de missió. També va ser ex officio el Gran Canceller de la Pontifícia Universitat Urbaniana. La seva dimissió va tenir lloc el 10 de maig de 2011, en complir els 75 anys, sent succeït per Fernando Filoni.
El cardenal Dias és membre de les Congregacions de la doctrina de la Fe, de la pel Culte Diví i la Disciplina dels Sagraments, de la per a les Esglésies Orientals, per a l'Educació Catòlica, dels Consells Pontificis per a la Cultura, pels Laics, per la Promoció de la Unitat dels Cristians, pel Diàleg Intereligiós, per a les Comunicacions Socials, per a l'Herència Cultural de l'Església i pels Texts Legislatius. Ocuparà aquests càrrecs fins a complir els 80 anys, el 2016.

## Opinions

### Violència contra els cristians
Durant la seva estada com a arquebisbe, Dias sovint condemnà la discriminació anticristiana a l'Índia pels fonamentalistes hindus. Al desembre de 2001, invità els líders de totes les comunitats religioses de Bombai a la seva llar per a una trobada per la pau en un món dividit per la guerra i l'odi. El 2002, denuncià les pressions de les autoritats índies sobre les escoles catòliques, que han "hagut d'aguantar als funcionaris públics que no cooperen i abusives i la intimidació."

### Avortament i homosexualitat
Dias també es manifestà teològicament conservador, mantenint fermament les posicions de l'Església contra l'avortament i l'homosexualitat. Dias creu que gais i lesbianes poden ser «curats de les seves tendències antinaturals mitjançant el sagrament de la Penitència»

### Comunió anglicana
Durant un discurs que pronuncià durant la Conferència Lambeth, el seu llenguatge inequívoc descobrí la seva desaprovació del caos escombrat a través de la tercera major denominació cristiana al món. Ell va dir:. «Quan vivim de manera miop en el present fugaç, aliè del nostre patrimoni passat i les tradicions apostòliques, bé podríem estar patint de la malaltia d'Alzheimer espiritual […] o de Parkinson eclesial»